# 현남초등학교
현남초등학교는 대한민국 경상북도 청송군 안덕면 덕성리에 있었던 초등학교이다.

## 연혁
- 1941년 5월 1일 화목공립국민학교 부설 수락간이학교 설립 인가
- 1941년 7월 28일 수락간이학교 개교
- 1944년 3월 26일 국민학교 승격 인가
- 1944년 4월 28일 수락공립국민학교 승격 분리
- 1945년 5월 1일 현서면 성재동으로 학교 위치를 이전
- 1946년 6월 25일 현서면 덕성동으로 재이전
- 1947년 9월 1일 현남국민학교 개칭
- 1954년 11월 3일 교사 증축
- 1967년 3월 1일 현남국민학교 백자분실 개설
- 1968년 11월 8일 현남국민학교 백자분교 설립 인가
- 1969년 7월 25일 백자분교장 개교
- 1973년 7월 1일 안덕면으로 소재지가 변경
- 1982년 5월 17일 병설유치원 개원
- 1994년 3월 1일 백자분교장 폐교 및 본교 통폐합
- 1996년 3월 1일 현남초등학교 개편
- 1997년 ?월 ??일 제48회 졸업식(6명 졸업)/누계: 2,231명
- 1997년 3월 1일 폐교 및 안덕초등학교 통폐합